# Bruno Canova
Bruno Canova (Bologna, 26 marzo 1925 – Lacco Ameno, 31 luglio 2012) è stato un pittore, incisore e partigiano italiano.

## Biografia
A causa della tubercolosi del padre, muratore, la madre, magliaia, lo affida a un riformatorio, da cui esce soltanto allo scoppio della Seconda guerra mondiale. Richiamato, si arruola in marina, ma dopo pochi mesi, mentre tenta di organizzare un nucleo partigiano, viene arrestato e deportato nel sottocampo Brüx (Most) di Flossenbürg. Dopo la liberazione, nel 1947, viene ammesso, come ex partigiano, a frequentare i corsi di grafica del Convitto Scuola della Rinascita prima a Roma poi a Milano. Qui entra in contatto con docenti quali Mino Maccari, Luigi Veronesi, Mario De Micheli, Max Huber, Pietro Consagra, Albe Steiner, Renato Marino Mazzacurati, Lucio Lombardo Radice. Terminati gli studi lavora come grafico in un'agenzia di stampa, poi come vignettista per "L'Unità" e "Paese Sera". Esordisce come artista nel 1949 a Praga partecipando a una mostra collettiva sulla grafica italiana; inizia da lì una carriera che lo porterà a vincere nel 1964 il Premio Suzzara e a esporre in decine di mostre, in Italia e all'estero, tra cui si ricordano le personali a Villa Pignatelli a Napoli nel 1975, al Palazzo dei Diamanti a Ferrara nel 1976, alla Biblioteca nazionale centrale di Roma nel 1993, e, tra le collettive, l'Esposizione internazionale dell'arte giovanile di Varsavia nel 1955, la Quadriennale di Roma del 1965 e del 1986, la Triennale d'arte figurativa moderna di Sofia nel 1988, la partecipazione alla Sezione Lazio del Padiglione Italia, evento collaterale alla LIV Esposizione internazionale d'arte a Palazzo Venezia (Roma, 2011).